# Division 1 1998-99
La Division 1 1998-99 fue la 59ª temporada del fútbol francés profesional. FC Girondins de Bordeaux resultó campeón con 72 puntos, obteniendo su quinto título.

## Equipos participantes
| Equipo                 | Ciudad      | Estadio                 |
| ---------------------- | ----------- | ----------------------- |
| AJ Auxerre             | Auxerre     | L'Abbé-Deschamps        |
| SC Bastia              | Bastia      | Armand Cesari           |
| FCG Bordeaux           | Burdeos     | Parc Lescure            |
| Le Havre AC            | El Havre    | Jules Deschaseaux       |
| RC Lens                | Lens        | Félix Bollaert          |
| FC Lorient             | Lorient     | Stade du Moustoir       |
| Olympique de Lyon      | Lyon        | Gerland                 |
| Olympique de Marseille | Marsella    | Vélodrome               |
| FC Metz                | Metz        | Saint-Symphorien        |
| AS Monaco FC           | Mónaco      | Luis II                 |
| Montpellier HSC        | Montpellier | La Mosson               |
| AS Nancy               | Nancy       | Marcel Picot            |
| FC Nantes              | Nantes      | La Beaujoire            |
| Paris Saint-Germain    | París       | Parque de los Príncipes |
| Stade Rennes           | Rennes      | Route de Lorient        |
| FC Sochaux-Montbéliard | Sochaux     | Auguste Bonal           |
| RC Strasbourg          | Estrasburgo | La Meinau               |
| Toulouse FC            | Toulouse    | Stadium de Toulouse     |

## Tabla de posiciones
| Pos. | Equipo              | Pts. | PJ | G  | E  | P  | GF | GC | Dif. | Clasificación                                                      |
| ---- | ------------------- | ---- | -- | -- | -- | -- | -- | -- | ---- | ------------------------------------------------------------------ |
| 1    | Bordeaux (C)        | 72   | 34 | 22 | 6  | 6  | 66 | 29 | +37  | Clasificado a la fase de grupos de la Liga de Campeones de la UEFA |
| 2    | Marseille           | 71   | 34 | 21 | 8  | 5  | 56 | 28 | +28  | Clasificado a la fase de grupos de la Liga de Campeones de la UEFA |
| 3    | Lyon                | 63   | 34 | 18 | 9  | 7  | 51 | 31 | +20  | Clasificado a la segunda ronda de la Liga de Campeones de la UEFA  |
| 4    | Monaco              | 62   | 34 | 18 | 8  | 8  | 52 | 32 | +20  | Clasificado a la primera ronda de la Copa de la UEFA               |
| 5    | Rennes              | 59   | 34 | 17 | 8  | 9  | 45 | 38 | +7   | Clasificado a la tercera ronda de la Copa Intertoto de la UEFA     |
| 6    | Lens                | 49   | 34 | 14 | 7  | 13 | 43 | 46 | −3   | Clasificado a la primera ronda de la Copa de la UEFA               |
| 7    | Nantes              | 48   | 34 | 12 | 12 | 10 | 40 | 34 | +6   | Clasificado a la primera ronda de la Copa de la UEFA               |
| 8    | Montpellier         | 43   | 34 | 11 | 10 | 13 | 53 | 50 | +3   | Clasificado a la segunda ronda de la Copa Intertoto de la UEFA     |
| 9    | Paris Saint-Germain | 39   | 34 | 10 | 9  | 15 | 34 | 35 | −1   |                                                                    |
| 10   | Metz                | 39   | 34 | 9  | 12 | 13 | 28 | 37 | −9   | Clasificado a la segunda ronda de la Copa Intertoto de la UEFA     |
| 11   | Nancy               | 39   | 34 | 10 | 9  | 15 | 35 | 45 | −10  |                                                                    |
| 12   | Strasbourg          | 38   | 34 | 8  | 14 | 12 | 30 | 36 | −6   |                                                                    |
| 13   | Bastia              | 38   | 34 | 10 | 8  | 16 | 37 | 46 | −9   |                                                                    |
| 14   | Auxerre             | 37   | 34 | 9  | 10 | 15 | 40 | 45 | −5   |                                                                    |
| 15   | Le Havre            | 35   | 34 | 8  | 11 | 15 | 23 | 38 | −15  |                                                                    |
| 16   | Lorient (D)         | 35   | 34 | 8  | 11 | 15 | 33 | 49 | −16  | Descenso a Division 2                                              |
| 17   | Sochaux (D)         | 33   | 34 | 6  | 15 | 13 | 30 | 54 | −24  | Descenso a Division 2                                              |
| 18   | Toulouse (D)        | 29   | 34 | 6  | 11 | 17 | 24 | 53 | −29  | Descenso a Division 2                                              |

 Fuente: BDFútbol

## Resultados
| Local \ Visitante   | AUX | BAS | BOR | HAV | LEN | LOR | LYO | MAR | MET | MOC | MOT | NAC | NAT | PSG | REN | SOC | STR | TOU |
| ------------------- | --- | --- | --- | --- | --- | --- | --- | --- | --- | --- | --- | --- | --- | --- | --- | --- | --- | --- |
| Auxerre             | —   | 1–0 | 3–1 | 0–0 | 1–2 | 5–0 | 1–0 | 1–1 | 1–0 | 0–3 | 2–2 | 3–2 | 1–1 | 0–1 | 2–0 | 3–1 | 3–1 | 1–2 |
| Bastia              | 2–0 | —   | 2–0 | 2–0 | 1–1 | 2–1 | 4–1 | 0–2 | 3–0 | 3–1 | 2–2 | 1–2 | 1–0 | 2–0 | 0–1 | 1–1 | 0–0 | 1–1 |
| Bordeaux            | 1–0 | 2–0 | —   | 3–0 | 1–0 | 0–0 | 1–0 | 4–1 | 6–0 | 0–1 | 3–1 | 2–0 | 2–0 | 3–1 | 4–0 | 0–0 | 1–0 | 3–1 |
| Le Havre            | 2–1 | 1–1 | 2–3 | —   | 3–1 | 0–1 | 1–0 | 0–0 | 0–0 | 1–2 | 1–1 | 1–1 | 2–1 | 0–4 | 2–0 | 3–0 | 0–1 | 0–0 |
| Lens                | 2–2 | 1–0 | 2–4 | 0–1 | —   | 1–1 | 0–3 | 4–0 | 2–0 | 1–1 | 1–0 | 2–1 | 2–4 | 2–1 | 3–1 | 1–1 | 3–0 | 3–1 |
| Lorient             | 1–1 | 3–1 | 0–2 | 0–0 | 1–1 | —   | 0–1 | 1–3 | 1–1 | 1–2 | 1–1 | 0–1 | 1–1 | 2–0 | 1–1 | 4–1 | 0–1 | 1–0 |
| Lyon                | 2–1 | 2–1 | 2–1 | 0–0 | 3–1 | 2–2 | —   | 2–1 | 2–0 | 1–1 | 2–0 | 2–1 | 2–1 | 1–1 | 1–2 | 4–1 | 3–2 | 6–1 |
| Marseille           | 1–0 | 3–1 | 2–2 | 2–0 | 1–0 | 4–1 | 0–0 | —   | 3–0 | 1–0 | 5–4 | 4–0 | 2–0 | 0–0 | 1–1 | 4–0 | 1–0 | 2–0 |
| Metz                | 2–0 | 4–0 | 0–2 | 1–0 | 0–1 | 3–0 | 3–2 | 0–1 | —   | 1–0 | 3–1 | 2–3 | 1–0 | 1–1 | 0–0 | 1–1 | 1–0 | 0–0 |
| Monaco              | 3–2 | 1–1 | 0–2 | 3–0 | 2–0 | 1–0 | 0–1 | 1–2 | 0–0 | —   | 2–0 | 3–0 | 3–1 | 2–1 | 4–2 | 4–1 | 2–1 | 1–1 |
| Montpellier         | 3–0 | 3–0 | 1–1 | 2–0 | 1–0 | 5–1 | 1–3 | 0–1 | 1–1 | 2–3 | —   | 1–1 | 1–2 | 2–1 | 4–2 | 0–0 | 1–1 | 3–0 |
| Nancy               | 1–1 | 1–2 | 2–3 | 1–0 | 0–1 | 2–0 | 0–0 | 2–3 | 1–0 | 1–2 | 0–1 | —   | 1–0 | 0–0 | 0–1 | 1–1 | 1–1 | 2–0 |
| Nantes              | 2–2 | 2–0 | 0–0 | 1–1 | 2–0 | 1–1 | 2–0 | 0–1 | 0–0 | 0–1 | 1–1 | 2–0 | —   | 0–0 | 2–1 | 2–0 | 1–0 | 2–0 |
| Paris Saint-Germain | 2–0 | 2–0 | 2–3 | 3–0 | 0–1 | 1–2 | 0–1 | 2–1 | 2–2 | 1–0 | 0–1 | 1–2 | 0–0 | —   | 2–1 | 2–1 | 0–0 | 0–0 |
| Rennes              | 1–0 | 2–0 | 1–1 | 2–1 | 2–0 | 1–0 | 0–0 | 1–1 | 1–0 | 2–1 | 3–2 | 2–1 | 2–3 | 2–1 | —   | 4–0 | 1–1 | 1–0 |
| Sochaux             | 1–1 | 2–1 | 2–0 | 1–0 | 0–4 | 0–1 | 1–2 | 0–0 | 1–1 | 1–1 | 4–0 | 1–1 | 1–1 | 1–0 | 0–3 | —   | 1–1 | 2–1 |
| Strasbourg          | 2–1 | 1–1 | 3–2 | 0–1 | 1–1 | 2–0 | 0–0 | 0–2 | 0–0 | 1–1 | 2–1 | 1–2 | 2–2 | 0–1 | 1–1 | 1–1 | —   | 2–0 |
| Toulouse            | 0–0 | 2–1 | 0–3 | 0–0 | 3–2 | 1–4 | 0–0 | 1–0 | 1–0 | 0–0 | 2–5 | 1–1 | 2–3 | 2–1 | 0–1 | 1–1 | 0–1 | —   |

Promovidos de la Division 2, que jugarán en la Division 1 1999/00
- - AS Saint-Étienne : campeón de la Division 2
  - CS Sedan-Ardennes : segundo lugar
  - Troyes AC : tercer lugar

## Goleadores
| #  | Jugador            | Nacionalidad   | Club                       | Goles |
| -- | ------------------ | -------------- | -------------------------- | ----- |
| 1  | Sylvain Wiltord    | Francia        | Bordeaux                   | 22    |
| 2  | Alain Caveglia     | Francia        | Olympique Lyonnais         | 17    |
| 3  | Lilian Laslandes   | Francia        | Bordeaux                   | 15    |
| 3  | Shabani Nonda      | R.D. del Congo | Stade Rennais              | 15    |
| 5  | Florian Maurice    | Francia        | Olympique Marseille        | 14    |
| 6  | Fabrizio Ravanelli | Italia         | Olympique Marseille        | 13    |
| 7  | David Trezeguet    | Francia        | AS Monaco                  | 12    |
| 7  | Tony Cascarino     | Irlanda        | AS Nancy                   | 12    |
| 9  | Frédéric Née       | Francia        | SC Bastia                  | 11    |
| 9  | Victor Ikpeba Nosa | Nigeria        | AS Monaco                  | 11    |
| 9  | Laurent Robert     | Francia        | Montpellier HSC            | 11    |
| 9  | Bruno Rodríguez    | Francia        | FC Metz (6) y Paris SG (5) | 11    |
| 13 | Bernard Bouger     | Francia        | FC Sochaux-Montbéliard     | 10    |
| 14 | Pierre-Yves André  | Francia        | SC Bastia                  | 9     |
| 14 | Johan Micoud       | Francia        | Bordeaux                   | 9     |
| 14 | Patrice Loko       | Francia        | Montpellier HSC            | 9     |
| 14 | Didier Thimothée   | Francia        | Montpellier HSC            | 9     |
| 14 | Marco Simone       | Italia         | Paris SG                   | 9     |

## Promedio de espectadores
| Equipo              | Promedio |
| ------------------- | -------- |
| Marseille           | 51,409   |
| Paris Saint-Germain | 40,910   |
| Lens                | 36,045   |
| Lyon                | 29,556   |
| Nantes              | 26,701   |
| Bordeaux            | 25,805   |
| Strasbourg          | 17,533   |
| Metz                | 17,524   |
| Rennes              | 15,605   |
| Montepellier        | 14,685   |
| Le Havre            | 11,804   |
| Nancy               | 11,124   |
| Auxerre             | 11,087   |
| Monaco              | 7,433    |
| Bastia              | 5,225    |